# Chegada do Trem em Petrópolis
Chegada do Trem em Petrópolis é um curta-metragem que mostraria um trem chegando em uma estação na cidade de Petrópolis, no Rio de Janeiro. Exibido no Cassino Fluminense em 1º e 6 de maio de 1897, pelo pioneiro da exibição cinematográfica brasileira Vittorio Di Maio, é considerado um dos primeiros filmes rodados no Brasil, ao lado de "Bailado de Crianças no Colégio, no Andaraí", "Uma Artista Trabalhando no Trapézio do Politeama" e "Ponto Terminal da Linha de Bondes de Botafogo, Vendo-se os Passageiros Subir e Descer".

## Exibições
Em 1º de maio de 1897, Vittorio Di Maio, o "exibidor ambulante", organizou exibições de dezoito "filmetes" (filmes de curta duração) no famoso Cassino Fluminense. Essas exibições foram anunciadas no jornal Gazeta de Petrópolis. Em 6 de maio do mesmo ano, foram feitas mais exibições no mesmo local, porém acrescentando mais quatro filmes, totalizando vinte e dois filmetes. O paradeiro destes filmes continua desconhecido nos dias atuais.

## Debates sobre a nacionalidade dos filmes

### Redescoberta dos anúncios
Durante os anos 60 os anúncios da Gazeta de Petrópolis foram redescobertos pelo diretor Adhemar Gonzaga. O veterano do cinema brasileiro e pesquisador Alex Viany em uma matéria no Jornal do Brasil menciona os filmes com certo ceticismo, levantando inúmeras questões que colocam em dúvida a afirmação de serem filmagens brasileiras.
Até o momento acreditava-se que o primeiro filme rodado no Brasil era "Vista da Baía de Guanabara" de Affonso Segretto. Essa descoberta mostrou que poderiam ter existido filmes anteriores a esse. Apesar disso, essa descoberta foi ignorado por muito tempo, com os pesquisadores chegando na conclusão que Vittorio Di Maio alterou o título de filmes estrangeiros para enganar a população de Petrópolis.

### "Verdades Sobre o Início do Cinema no Brasil"
Esse assunto voltaria a ser discutido apenas nos anos 90, quando os pesquisadores Paulo Roberto Ferreira e Jorge JV Capellaro lançaram o livro "Verdades Sobre o Início do Cinema no Brasil", onde defendem que os filmes exibidos por Di Maio eram brasileiros. Uma das principais provas levantadas pelos pesquisadores foram os títulos dos filmes, que fazem referencia a lugares no Brasil, como a cidade de Petrópolis e o teatro Politeama.
Ferreira e Capellaro levantam a questão de que, se realmente fossem filmes estrangeiros, Di Maio seria descoberto, pois as estações da cidade eram bem diferentes das estações estrangeiras, ficando óbvio que era um truque para chamar a atenção da população.
Quando os anúncios foram redescobertos por Gonzaga nos anos 60, apenas os filmes Chegada do Trem em Petrópolis e Bailado de Crianças no Colégio, no Andaraí eram debatidos como sendo brasileiros. No livro dos pesquisadores, os filmes Uma Artista Trabalhando no Trapézio do Politeama e Ponto Terminal da Linha de Bondes de Botafogo, Vendo-se os Passageiros Subir e Descer também são defendidos como brasileiros. 

### Di Maio apenas trabalhava como exibidor
O principal fator que leva a crer que os filmes são estrangeiros, além de que Di Maio poderia ter alterado os títulos dos filmes, é que Di Maio não poderia ter os produzido, pois apenas trabalhava com aparelhos de projeção que são até hoje desconhecidos. Teria sido extremamente complicado para a época, pois não havia nenhum material cinematográfico disponível.  
Outro fator que reforça a teoria é que Di Maio nunca mencionou ou explicou nenhuma das exibições ou o paradeiro dos filmes, mesmo antes de morrer, em 1926.